# Lilium sulphureum
Lilium sulphureum är en liljeväxtart som beskrevs av John Gilbert Baker och Joseph Dalton Hooker. Lilium sulphureum ingår i släktet liljor, och familjen liljeväxter. Inga underarter finns listade.

## Bildgalleri

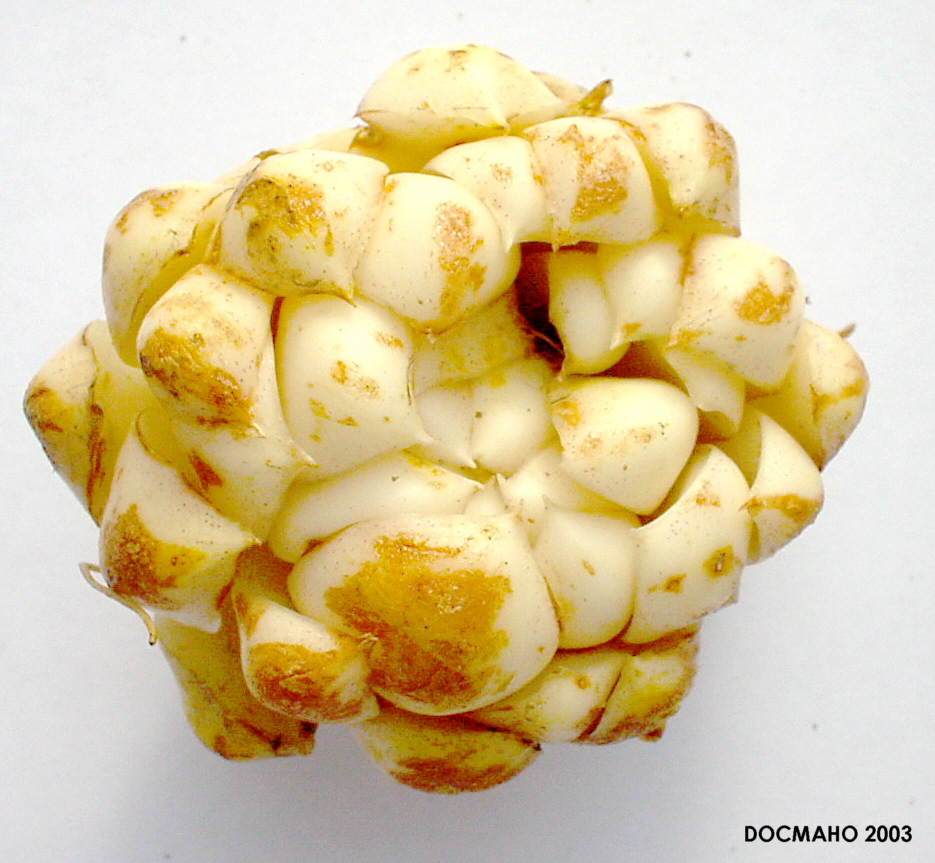
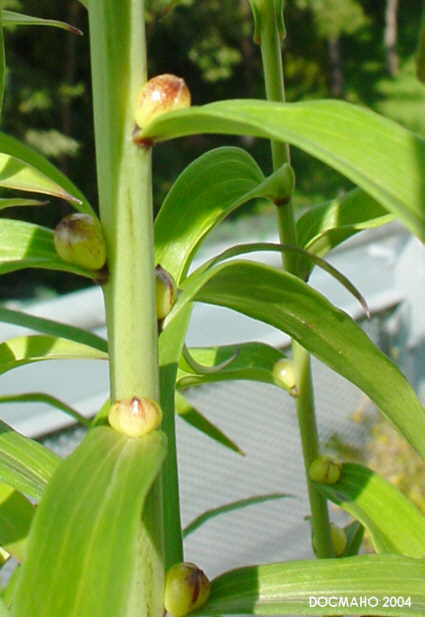
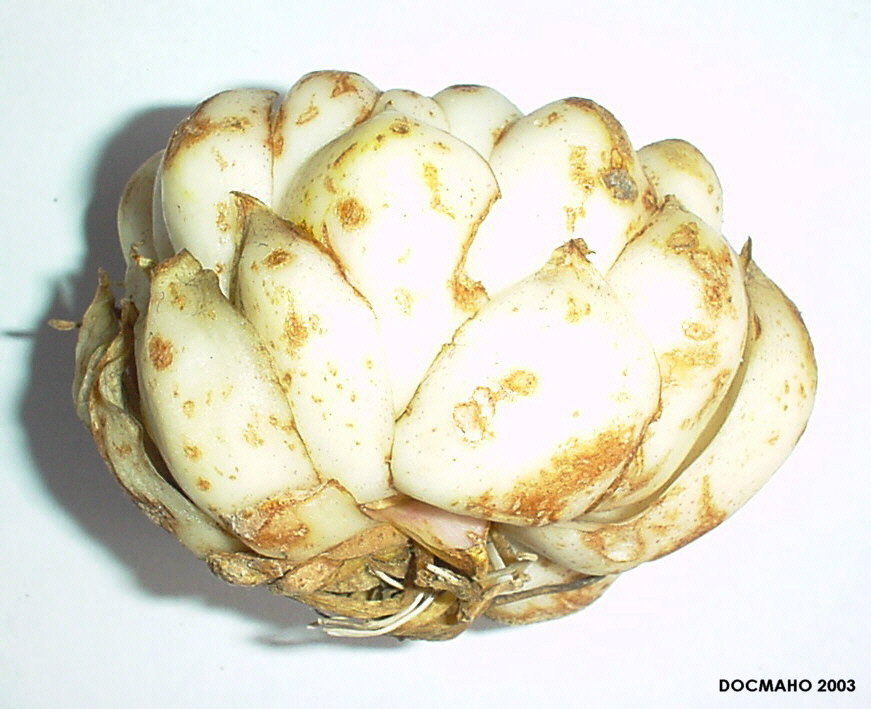
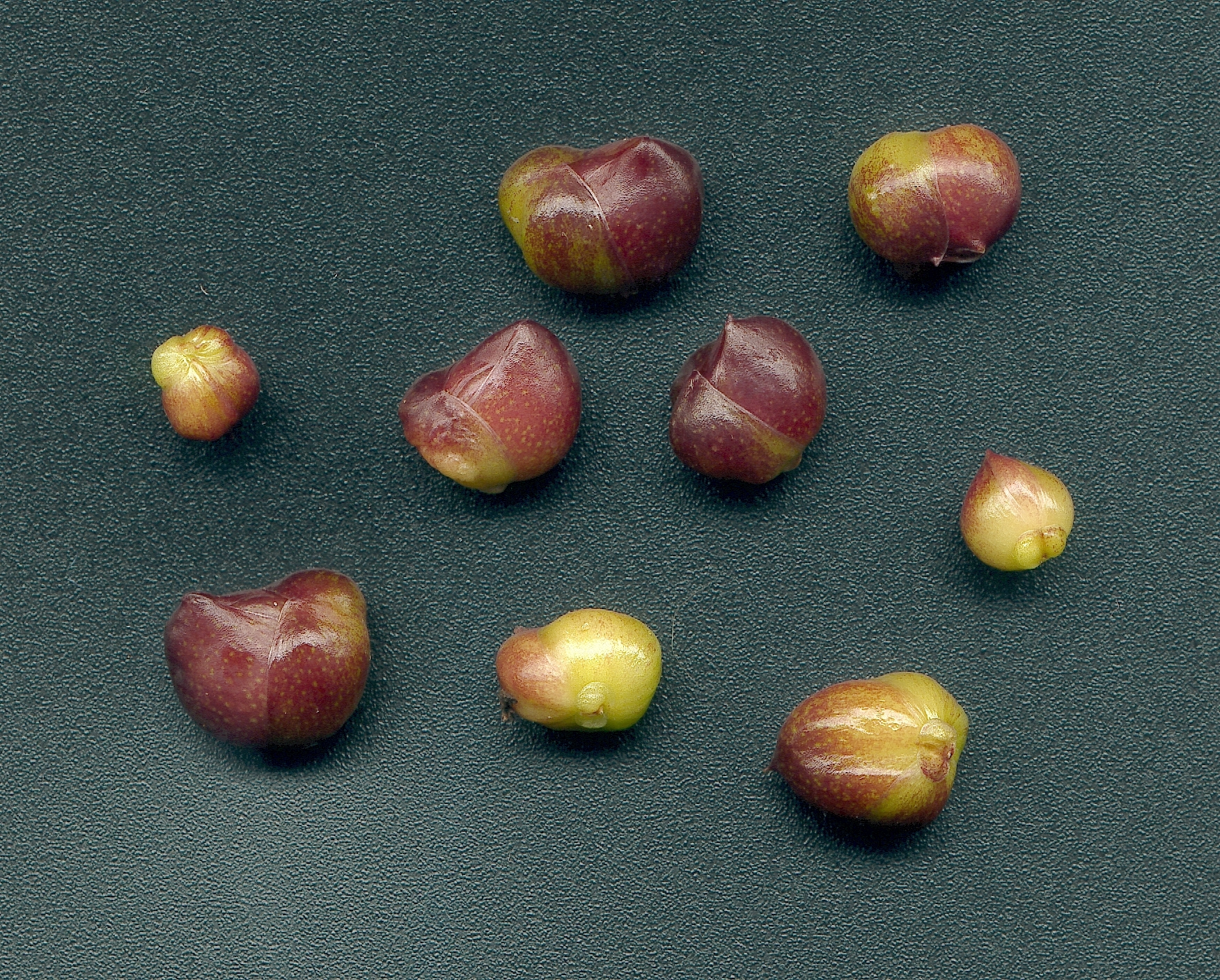
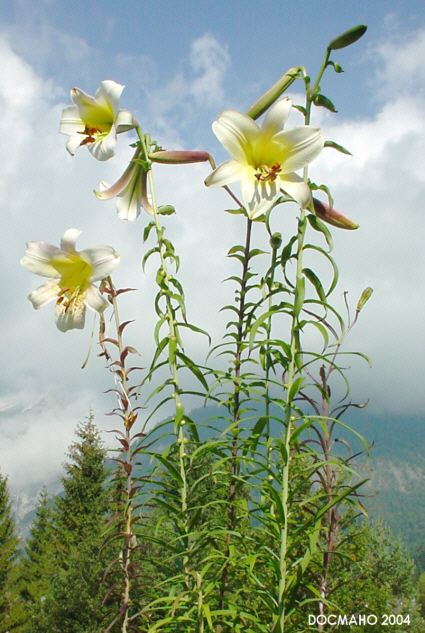
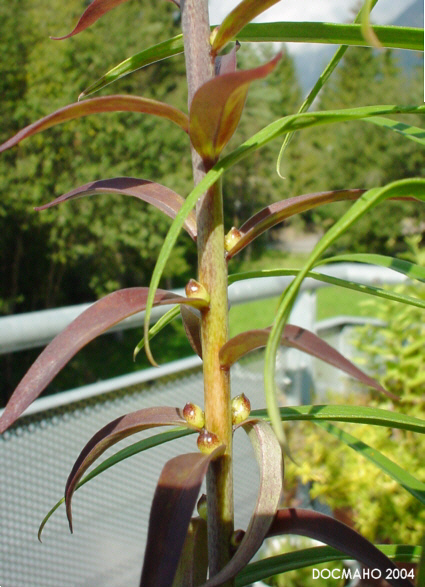